# Майтан, Ливио
Ливио Майтан (итал. Livio Maitan; 1 апреля 1923, Венеция — 16 сентября 2004, Рим) — итальянский левый политик, троцкист, лидер Ассоциации «Bandiera Rossa» (Associazione «Bandiera Rossa»), входящей в Воссоединённый Четвёртый интернационал.

## Краткая биография
Майтан родился в Венеции в семье преподавателя. Окончил Падуанский университет по специальности «классическая филология». Начинает участвовать в политической деятельности в период нацистской оккупации Италии во Вторую мировую войну. Позже входит в руководство Федерации социалистической молодёжи Италии (молодёжной организации Итальянской социалистической партии). В 1947 году он вступает в Четвёртый интернационал. В 1948 году Майтан входит в руководство Народного демократического фронта, сформированного компартией, соцпартией, Демократической партией труда, Христианско-социальной партией (Partito Cristiano Sociale) и Партией сардинского действия (Partito Sardo d’Azione).
В 1949 году сторонники Четвёртого интернационала в Италии создают Революционную коммунистическую группу (РКГ). Майтан был ведущим теоретиком и публичным лидером организации. В 1950—1960-е годы РКГ осуществляла тактику энтризма в Итальянскую социалистическую партию. Внутри ИСП троцкисты сохраняют собственную организационную структуру и занимаются изданием своих газет и бюллетеней.
В 1951 году Майтан был избран в международное руководство Четвёртого интернационала и избирался в него на каждом съезде вплоть до своей смерти. Критики говорили о руководстве Четвёртого интернационала «Мандель—Франк—Майтан», как о последователях паблоистского уклона. Майтан вместе с Манделем и Франком входит в Тенденцию международного большинства, которую поддерживало большинство европейских секций. У этого течения были разногласия с Ленинистско-троцкистской тенденцией, основу которой составляла Социалистическая рабочая партия США.
В этот период он много путешествовал по Европе, Латинской Америке и Азии, готовил большое число отчётов и проектов резолюций для мировых конгрессов, писал статьи для международных изданий Интернационала. Майтан принимал активное участие в студенческом движении в Италии в 1969—1976 годах, и воспринимался как основной идейный лидер итальянских революционных левых, как внутри Интернационала, так и за его пределами. В 1970-е годы читал лекции по экономике в Школе социологии Римского университета, был переводчиком и автором предисловий практически всех итальянских изданий работ Троцкого.
С 1968 года РКГ стала называться Революционной коммунистической лигой, с 1989 года — по названию издававшегося журнала — Ассоциация «Bandiera Rossa». Ассоциация присоединилась к партии «Пролетарская демократия» (Democrazia Proletaria) и участвовала с ней в учреждении Партии коммунистического возрождения (ПКВ) в 1991 году. Майтан был избран в руководство ПКВ и, переизбираясь на всех съездах вплоть до 2002 года, оставался в нём до своей смерти в 2004 году.

## Работы
У Майтана довольно большой список публикаций в Италии. Его авторству принадлежит книга «Партия, армия и массы в Китае: марксистская интерпретация Культурной революции и её последствий» 1976 года (Maitan, Livio. Party, Army, and Mases in China: A Marxist Interprctation of the Cultural Revolution and Its Aftermath. London: New Left Books, 1976), а также большой текст по истории Итальянской коммунистической партии, опубликованные Международным институтом исследований и образования на английском и французском языках.
Он писал для журнала итальянской секции Четвёртого интернационала («Bandiera Rossa», а затем «Erre»), Партии коммунистического возрождения и Четвёртого интернационала («Inprecor» и «International Viewpoint»).
В своей последней публикации «La Strada Percosa» Майтан жестко выступал против взгляда, что поражение социализма в XX веке было неизбежно, а также, что вопрос о возможности социализма остаётся открытым.
В 2007 году в Риме был открыт Образовательный центр Ливио Майтана (Livio Maitan Study Centre), с которым сотрудничает большое число учёных, включая Жильбера Ашкара, Даниэля Бенсаида, Тарика Али, Алекса Каллиникоса, Клаудио Каца, Михаэля Лёви и Славоя Жижека.